# 吕蒙街道
吕蒙乡，是中华人民共和国江西省景德镇市昌江区下辖的一个乡镇级行政单位。

## 行政区划
吕蒙乡下辖以下地区：
官庄村、古城村、二亭村、石岭村和历尧村。